# Towarzystwo Miłośników Dzierżoniowa

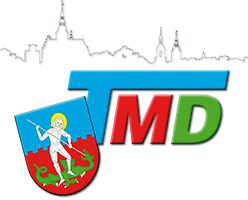
Logo Towarzystwa Miłośników Dzierżoniowa

Towarzystwo Miłośników Dzierżoniowa (TMD) – organizacja społeczna, w 2020 roku obchodziło jubileusz 40-lecia działalności. Według stanu na marzec 2022 roku Towarzystwo liczyło 77 członków.
Celem statutowym Towarzystwa jest: 1) współdziałanie z organizacjami społecznymi, instytucjami oraz organami samorządu lokalnego we wzmacnianiu patriotyzmu lokalnego, właściwych postaw obywatelskich, zamiłowania do miasta Dzierżoniowa i regionu, ich dziejów i kultury, 2) gromadzenie materiałów dotyczących wydarzeń bieżących i dokumentów archiwalnych z zakresu historii miasta i regionu, ich dorobku gospodarczego i kulturalnego, ich ochrona i upowszechnianie, 3) inicjowanie w działalności Towarzystwa nowych zadań i form oddziaływania, 4) współpraca z instytucjami i organizacjami miejskimi w zakresie poszerzania programów ich działalności o problematykę regionalną, 5) podejmowanie działań na rzecz rewitalizacji zabytków, ich promocji i podnoszenia estetyki miasta.
Na logo Towarzystwa Miłośników Dzierżoniowa znajduje się herb Dzierżoniowa, zarys miasta, na którym widoczny jest kościół św. Jerzego w Dzierżoniowie, dzierżoniowski ratusz oraz kościół pw. Maryi Matki Kościoła w Dzierżoniowie, a także akronim nazwy Towarzystwa.

## Historia (geneza i działalność TMD do 1983 roku)
Towarzystwo Miłośników Dzierżoniowa – organizacja społeczna powstała z inicjatywy naczelnika miasta Kazimierza Walaszczyka 10 stycznia 1979 roku. W spotkaniu założycielskim wzięło udział 16 osób wywodzących się głównie spośród pracowników oświaty i kultury. Przedstawiony został projekt statutu oraz dokonano wyboru prezesa Włodzimierza Suszka, który tę funkcję pełnił przez dwadzieścia pięć lat. Powołano zarząd, komisję rewizyjną i sąd koleżeński.
Zadania TMD wiązały się przede wszystkim z kształtowaniem regionalnej tożsamości narodowej ludności przybyłej do Dzierżoniowa po 1945 roku. Były to: integracja społeczna, umacnianie świadomości narodowej i regionalnej, asymilacja odmiennych wzorców społecznych, poszerzanie wiedzy na temat życia i kultury przedstawicieli innych społeczności i zacieranie granic między nimi, upowszechnianie historii miasta i regionu, utrwalanie jej w różnych formach, publikowanie w wydawnictwach własnych i innych.
Powołana została sekcja historyczna pod kierunkiem Henryka Kwiatkowskiego, która postawiła sobie zadania: 1.Odtworzenie 35-letniej powojennej historii Dzierżoniowa 2. Prowadzenie zapisów najważniejszych bieżących wydarzeń w mieście 3. Rozpoczęcie spisywania historii miasta od czasów najdawniejszych. Realizacja tych zadań okazała się bardzo trudna, ze względu na problemy z dotarciem do dokumentów przechowywanych w archiwach. Pozostały relacje świadków, dokumenty historyków-hobbystów, archiwalia lokalnych instytucji. W roku 1980 został ogłoszony konkurs na prace magisterskie o tematyce związanej z miastem i regionem. Niektóre okazały się bardzo ciekawe i cenne.
Wprowadzenie w 1981 roku stanu wojennego spowodowało zawieszenie działalności TMD do 1983 r.

## Działalność TMD w latach 1984–2020

### Edukacja regionalna
Realizacja tego zadania odbywa się przy współpracy z organizacjami społecznym, zakładami pracy, a przede wszystkim z placówkami oświatowymi i instytucjami kultury. Popularną formą upowszechniania wiedzy o regionie są konkursy (plastyczne, historyczne, literackie), konferencje regionalistów (połączone z warsztatami dla nauczycieli).
Działalność wydawnicza
Rocznik Dzierżoniowski – dokumentuje dzieje miasta i regionu oraz ludzi z nimi związanych. Pierwszy numer ukazał się w 1991 roku. Do 2021 roku ukazało się 30 wydań. Poszczególne tomy zawierają stałe bloki tematyczne (działy); Z dziejów miasta i regionu, Edukacja regionalna, Z nami i wśród nas, Kronika miasta, Dzisiaj i wczoraj w Dzierżoniowie, Wspomnienia (Tempus fugit).
Kronika miasta – pisana ręcznie czarnym tuszem niemal od początku istnienia TMD, zawiera informacje o bieżącym życiu miasta. Skrócona wersja Kroniki zamieszczana jest w kolejnych numerach „Rocznika Dzierżoniowskiego”.
Inne publikacje – wiele artykułów i wydawnictw zwartych, m.in. Dzierżoniów zarys monografii, Dzierżoniów i okolice, Ziemia dzierżoniowska w dziejach Polski i Europy, programy autorskie H. Kwiatkowskiego, przeznaczone dla nauczycieli realizujących tematykę regionalistyczną na lekcjach, autorstwa Zofii Kryżar Drzewa i krzewy w Dzierżoniowie oraz Pomniki przyrody. Do 2021 roku ukazały się trzy tomy książki Dzierżoniów i jego mieszkańcy, poświęcone m.in. najstarszym mieszkańcom miasta – pierwszym powojennym osadnikom, byłym pracownikom (nieistniejących już) Zakładów Radiowych Diora. Planowane są kolejne wydania.

### Działania TMD na rzecz społeczności lokalnej. Imprezy cykliczne
- Kwitnący Dzierżoniów – majowa akcja polegająca na angażowaniu mieszkańców w ukwiecenie skweru w centrum miasta, wchodzącego w skład parku Miłośników Dzierżoniowa.
- Piękno kwiatów i zieleni wokół nas – od 1995 roku, konkurs, którego celem jest wyłonienie najładniejszych ogrodów, najbardziej ukwieconych balkonów, najpiękniej zagospodarowanych terenów wokół bloków i obiektów użyteczności publicznej.
- Święto Lilaków – obchodzone od 2018 roku, mające na celu nawiązanie do dawnej tradycji na Dolnym Śląsku oraz upiększanie różnych części miasta.

### Odznaczenia, wyróżnienia dla TMD
- 2004 – Medal za Zasługi dla Dzierżoniowa[1]
- 2008 – Nominacja do Dolnośląskiego Klucza Sukcesu
- 2019 – Odznaka Honorowa Srebrna – Zasłużony dla Województwa Dolnośląskiego
- 2021 – Wyróżnienia specjalne, Dolnośląski Klucz Sukcesu dla mieszkańców Dzierżoniowa za upiększanie zielenią swojego miasta

### Prezesi TMD na przestrzeni lat
- Henryk Kwiatkowski – Honorowy Prezes
- Włodzimierz Suszek 1979–2004
- Henryk Smolny 2004–2019
- Wanda Ostrowska od 2019